# Longhella
Il torrente Longhella è un corso d'acqua italiano che scorre interamente nella provincia di Vicenza.
Nasce alle pendici dell'altopiano dei Sette Comuni, presso la frazione San Luca di Marostica. Inizialmente diretto a est, ridiscende la stretta val d'Inverno, lambisce Vallonara quindi, ricevendo da sinistra il torrente La Valletta, piega verso sud entrando in pianura e sfiora Marostica lasciando il centro storico alla sua destra.
L'ultimo tratto è artificiale e devia le sue acque a est, sino a sfociare nel Brenta in comune di Nove.
Data la scarsità di risorse idriche, ebbe certamente un ruolo nello sviluppo urbano di Marostica, iniziato dopo l'anno Mille a partire dalla pieve di Santa Maria.
Il Longhella è un corso d'acqua a portata variabile in funzione degli eventi piovosi. A causa della notevole quantità di detriti che si accumula sul fondo del suo letto, il consorzio di bonifica Brenta ha effettuato degli interventi per ovviare ai rischi di esondazioni.